# Amans-Alexis Monteil
Pour les articles homonymes, voir Monteil.
Amans-Alexis Monteil est un historien né le 7 juin 1769 à Rodez, dans l’Aveyron, décédé le 20 février 1850 à Cély, en Seine-et-Marne.

## Biographie
Il épouse Marie Rivié, dite « Annette » (1776 † 1813) qui meurt prématurément, lui laissant un fils unique, Alexis (né le 1er avril 1804).
Il est secrétaire du district d'Aubin sous la Révolution. En 1799, il enseigne à l'École centrale de Rodez ; en 1804, à l'École militaire de Fontainebleau dont il est le bibliothécaire, secrétaire et archiviste.
De 1827 à 1844, il publie Histoire des Français des divers états aux cinq derniers siècles. Paléographe confirmé, il découvre au hasard d'archives éparses des pièces de grand intérêt dont il fera l'inventaire dans un Traité de matériaux manuscrits (1835). Sensible à la destruction de documents anciens sous la Révolution française et depuis par négligence, Monteil lance une pétition nationale et mène un combat pour alerter l'opinion sur la disparition du patrimoine écrit. Il appelle de ses vœux un interventionnisme d'État pour leur protection.
En 1833 il met en vente une partie de son importante collection de manuscrits. Il publie en 1836 une liste de 400 manuscrits avec prix marqués, et sollicite divers acquéreurs, dont la bibliothèque royale qui lui achète 130 volumes entre 1836 et 1844. Après sa mort en 1850, sa famille organise de nouvelles ventes.

## Postérité
Un lycée d'enseignement général, technologique et professionnel de Rodez (Aveyron), le lycée Alexis-Monteil, et une école primaire à Cély (Seine-et-Marne) portent son nom.

## Publications
- Description du département de l'Aveyron, 1802, vol. 1 (lire en ligne sur Gallica), vol. 2 (lire en ligne sur Gallica), réédité en 1884 et en 2016
- Histoire des Français des divers états, (XIVe-XVIIIe siècle), 10 vol., à partir de 1828; réédition en 4 vol., 1843-1844, imprimé par Wouters-Raspoet et cie, Bruxelles
- Traité de matériaux manuscrits de divers genres d'histoire, Paris, Duverger, 1835 (nouvelle édition en 1836, à lire en ligne sur Gallica)

### Publications posthumes
- Mes éphémérides, Rodez, Ratery, 1857, 96 p. Réédité en 1903, 1999, 2009